# 4Y busz (Nagykanizsa)
A nagykanizsai 4Y jelzésű autóbusz a Városkapu krt. és a Kiskanizsa, Bornemissza utca megállóhelyek között közlekedik. A járatot a Volánbusz üzemelteti.

## Közlekedése
Mindennap közlekedik, a 4-es busz kiegészítésére. Egyes járatok nem érintik a Kiskanizsa, Nagyrác, forduló megállóhelyet.

## Útvonala
| Kiskanizsa, Bornemissza utca felé | Autóbusz-állomás felé |
| --- | --- |
| Városkapu krt - Rózsa utca - Dél-Zalai Áruház - Autóbusz-állomás – Kalmár utca – Király utca – Vár utca – Bajcsy-Zsilinszky út – Bajcsai út – Varasdi utca – Kisrác utca – Nagyrác utca – Kiskanizsa, Nagyrác, forduló – Nagyrác utca – Tőzike utca – Dobó István utca – Bornemissza Gergely utca – Kiskanizsa, Bornemissza utca | Kiskanizsa, Bornemissza utca – Bornemissza Gergely utca – Pivári utca – Tőzike utca – Nagyrác utca – Kiskanizsa, Nagyrác, forduló – Nagyrác utca – Kisrác utca – Varasdi utca – Bajcsai út – Bajcsy-Zsilinszky út – Vár utca – Király utca – Kalmár utca – Autóbusz-állomás - Dél-Zalai Áruház - Rózsa utca - Városkapu krt |

## Megállóhelyei
Az átszállási kapcsolatok között a 4-es és 4A buszok nincsenek feltüntetve!
| 0  | Autóbusz-állomás                       | 18 | 2, 6, 6C, 8, 8Y, 10, 10Y, 16, 18, 20, 20Y, 21, 21E, 21Y, C3, C5, C7 | Helyközi autóbusz-állomás, Vásárcsarnok, Kanizsa Plaza, Bolyai János Általános Iskola      |
| 2  | Király utca (Korábban: DÉDÁSZ)         | 16 | 6, 6A, 6Y, 16, 16A, 41E, C7                                         | Pannon Egyetem - B épület                                                                  |
| 3  | Gépgyár                                | 15 | 6, 6A, 6Y, 16, 16A, 41E, C7                                         |                                                                                            |
| 4  | Kiskanizsa, Bajcsy-Zsilinszky utca 13. | 14 | 6, 6A, 6Y, 16, 16A, 41E, C7                                         |                                                                                            |
| 5  | Kiskanizsa, gyógyszertár               | 13 | 6, 6A, 6Y, 16, 16A, 41E                                             |                                                                                            |
| 6  | Kiskanizsa, Templom tér                | 12 | 6, 6A, 6Y, 16, 16A, 41E                                             | Móricz Zsigmond Művelődési Ház, Sarlós Boldogasszony templom, Kiskanizsai Általános Iskola |
| 8  | Kiskanizsa, Szent Flórián tér          | 10 | 6, 6A, 6Y, 16, 16A, 41E                                             |                                                                                            |
| 10 | Kiskanizsa, Kisrác utca                | 8  | 41E, C7                                                             |                                                                                            |
| 11 | Kiskanizsa, Kisrác óvoda               | 7  | 41E, C7                                                             |                                                                                            |
| 12 | Kiskanizsa, Nagyrác iskola             | 6  | 41E, C7                                                             |                                                                                            |
| 14 | Kiskanizsa, Nagyrác, forduló           | 4  | 41E, C7                                                             |                                                                                            |
| 16 | Kiskanizsa, Nagyrác iskola             | 2  | 41E, C7                                                             |                                                                                            |
| 17 | Kiskanizsa, Tőzike utca                | 1  | 41E, C7                                                             |                                                                                            |
| 18 | Kiskanizsa, Bornemissza utca           | 0  | 41E, C7                                                             |                                                                                            |